# Hiroki Ogita
Hiroki Ogita (jap. 荻田 大樹 Ogita Hiroki; * 30. Dezember 1987 in Kan’onji) ist ein japanischer Leichtathlet, der sich auf den Stabhochsprung spezialisiert hat.

## Sportliche Laufbahn
Erste internationale Erfahrungen sammelte Hiroki Ogita im Jahr 2006, als er bei den Juniorenweltmeisterschaften in Peking mit übersprungenen 5,10 m in der Qualifikation ausschied. 2009 schied er bei der Sommer-Universiade in Belgrad ohne einen gültigen Versuch in der Qualifikation aus, gewann anschließend aber bei den Ostasienspielen in Hongkong mit einer Höhe von 5,30 m. 2011 gewann er dann bei den Asienmeisterschaften in Kōbe mit 5,40 m die Silbermedaille hinter seinem Landsmann Daichi Sawano. 2013 schied er bei den Weltmeisterschaften in Moskau mit 5,40 m in der Qualifikation aus und gewann anschließend bei den Ostasienspielen in Tianjin mit 5,30 m die Bronzemedaille hinter seinem Landsmann Seito Yamamoto und dem Chinesen Zhou Bo. 2015 belegte er bei den Asienmeisterschaften in Wuhan mit 5,50 m den vierten Platz und schied anschließend bei den Weltmeisterschaften in Peking mit 5,65 m in der Qualifikation aus. 2016 gewann er bei den Hallenasienmeisterschaften in Doha mit 5,50 m die Bronzemedaille hinter dem Chinesen Huang Bokai und Landsmann Yamamoto. Zudem qualifizierte er sich für die Teilnahme an den Olympischen Spielen in Rio de Janeiro, verpasste dort aber mit 5,45 m den Einzug ins Finale. 2017 schied er bei den Weltmeisterschaften in London mit 5,45 m ein weiteres Mal in der Qualifikation aus.
2015 wurde Ogita japanischer Meister im Stabhochsprung.

## Persönliche Bestleistungen
- Stabhochsprung: 5,70 m, 20. April 2013 in Walnut
  - Stabhochsprung (Halle): 5,65 m, 17. Januar 2015 in Orléans